# Bahram VI
Bahram Chubin (en persa بهرام چوبین, transcrito al español Vahram o Bahram) era un célebre Eran spahbod (general, jefe del estado mayor y ministro de guerra) durante el reino de Cosroes II en el Irán sasánida. Se tomó el poder y se autoproclamó rey bajo el nombre de Bahram VI (también transcrito Vahram VI) durante un corto año (590 - 591).
Bahram Chubin descendía del clan parto Mihran. Su primer éxito militar tuvo lugar en Herat en 589, reportado por numerosas fuentes. Posteriormente derrotaría a una gran fuerza militar de göktürk (turcos celestiales), que eran cinco veces superior en número a la armada persa. Esta victoria fue posible gracias a la gran disciplina y al mejor entrenamiento de su caballería catafracta, gracias a la cual pudo cercar y luego vencer a los turcos, matando al göktürk Yabqu. Luego, una derrota menor sobre suelo bizantino y la humillación que Cosroes II le propinaría, lo llevaron a rebelarse con todas sus tropas (spah) en contra de Cosroes II y marchará sobre Ctesifonte. Khosro II, incapaz de resistir a tal fuerza militar, se dará a la fuga hacia territorios bizantinos y Bahram hará posesión del trono bajo el nombre de Bahram VI (Vahram VI) en el transcurso de un año (590-591). 
Sin embargo, las numerosas provincias occidentales del Imperio, particularmente Armenia, se rebelarán contra el poder de Bahram VI en favor de Cosroes II. Bahram VI, incapaz de detener las revueltas y de enfrentarse a un ejército de 70 000 hombres proveídos en gran parte por el emperador bizantino Mauricio I y dirigidos por Cosroes II, escapó hacia a Asia Central (Azerbaiyán) con las tribus turcas. Al poco tiempo sería asesinado por el jan turco para evitar una confrontación con Cosroes II.
Existen una gran cantidad de cuentos que narran las hazañas de Bahram VI, como es el caso de numerosos héroes en la literatura persa. Después de la caída del Imperio sasánida y la posterior conquista islámica de Persia, la dinastía de los Samánidas, una de las primeras dinastías independientes, se considerarán los descendientes de Bahram Chubin.